# Омерагич, Бечир
Бечи́р Омера́гич (нем. Bećir Omeragić; родился 20 января 2002, Женева) — швейцарский футболист, защитник клуба «Монпелье» и сборной Швейцарии.

## Клубная карьера
Уроженец Женевы, Бечир начал свою футбольную карьеру в молодёжных командах «Этуаль Каруж» и «Серветт». В 2018 году стал игроком клуба «Цюрих».
4 мая 2019 года дебютировал в основном составе «Цюриха» в матче швейцарской Суперлиги против «Базеля», выйдя на замену Алену Нефу на 80-й минуте. 15 мая впервые вышел в стартовом составе «Цюриха» в матче против «Туна».

## Карьера в сборной
Выступал за юношеские сборные Швейцарии до 15, до 16, до 17 и до 19 лет. В 2020 году дебютировал за главную сборную Швейцарии.

## Личная жизнь
Бечир родился в Швейцарии в семье выходцев из Боснии.

## Достижения

### Командные
«Цюрих»
- Чемпион Швейцарии: 2021/22